# Nauru történelme

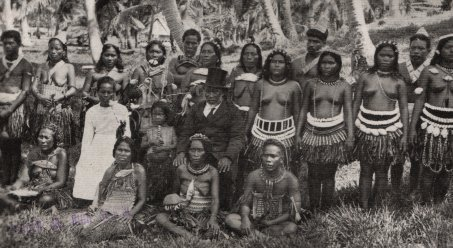
Auweyida király és Eigamoiya királynő (középen) alattvalóik társaságában 1890 körül

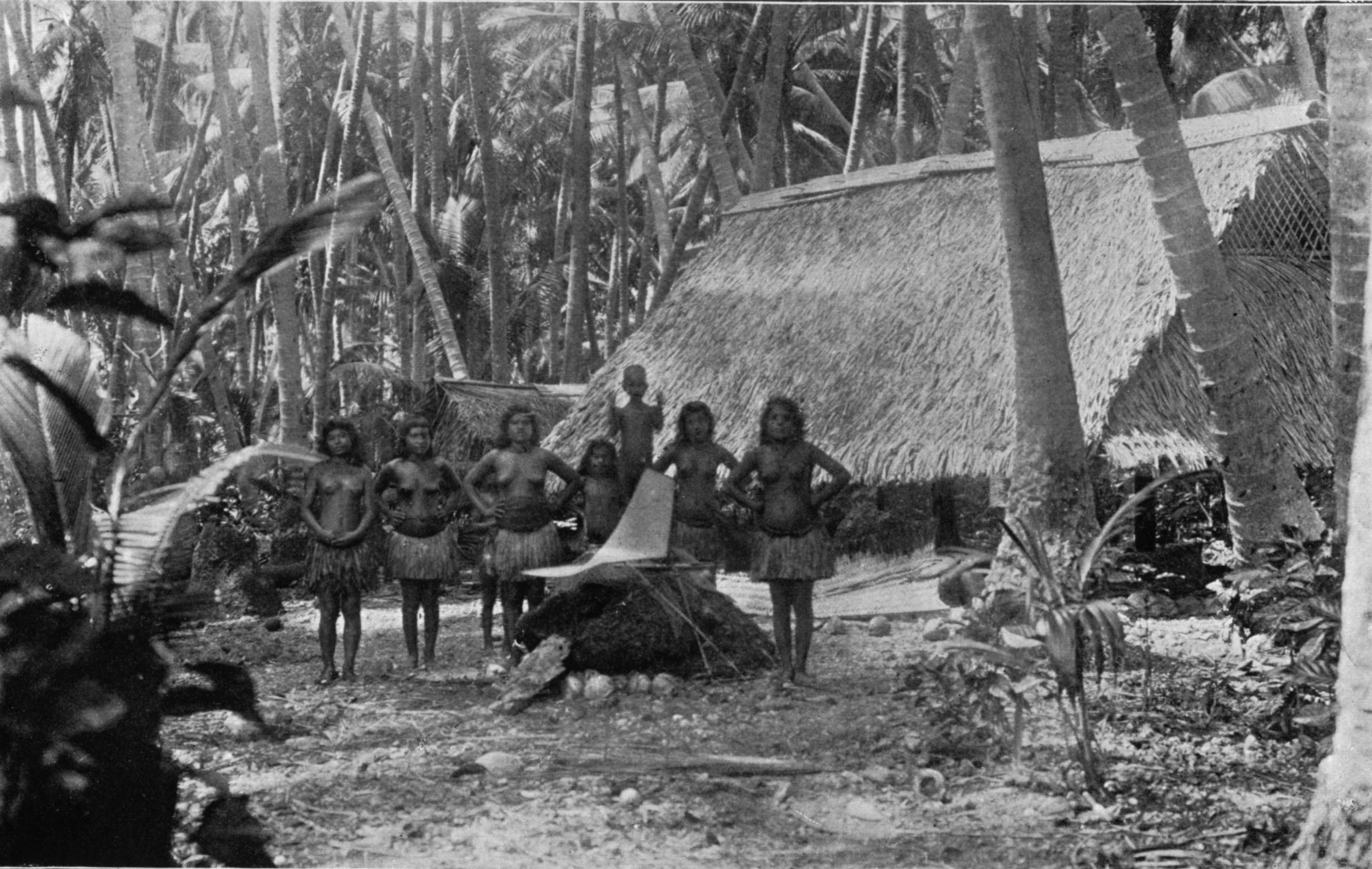
Naurui asszonyok (1896)

Nauru történelme szoros kapcsolatban áll a területén található hatalmas foszfáttelepekkel. A csendes-óceáni szigeten megpihenő madarak után hatalmas mennyiségű madárguano halmozódott fel. A magas foszfáttartalmú anyag bányászata a hatvanas évek végén indult be, amelynek következtében az ország meggazdagodott.  A kezdetben polinéziai és mikronéziai népek által lakott sziget a 19. századtól egyre inkább az európai hatalmak befolyása alatt állt, mígnem 1968-ban elnyerte függetlenségét.

## A kezdetek
Naurut először 3000 évvel ezelőtt népesítették be a polinéziaiak és mikronéziaiak. 
Az első európai a szigeten John Fearn angol kapitány volt, aki 1798-ban szállt partra itt. Naurut pedig a "nyugalom szigetének nevezte el. Az 1830-as évekig Naurunak kevés kapcsolata volt az európaiakkal, ám ekkortól európaiak telepedtek meg a szigeten (köztük sok volt az elítélt fegyenc). 1830-ban kettő ír fogoly, Patrick Burke és John Jones megszökik a Norfolk-Szigetekről és diktatúrát vezetnek be a szigeten, illetve naurut "eladó paradicsom"-nak nevezik át. Jones lesz nauru első és utolsó diktátora. 1841-ben kagylógyűjtőgetők gyilkolják meg. A telepesek látták el a naurui lakosokat alkohollal illetve fegyverrel, melyet a helyiek az 1878-ban kitört törzsi háborúban alkalmaztak is. A brit hajósok vízért cserébe alkoholt adtak a naurui lakosoknak. A vizet a Buada-lagúnából szerezték.

## Német gyarmatként

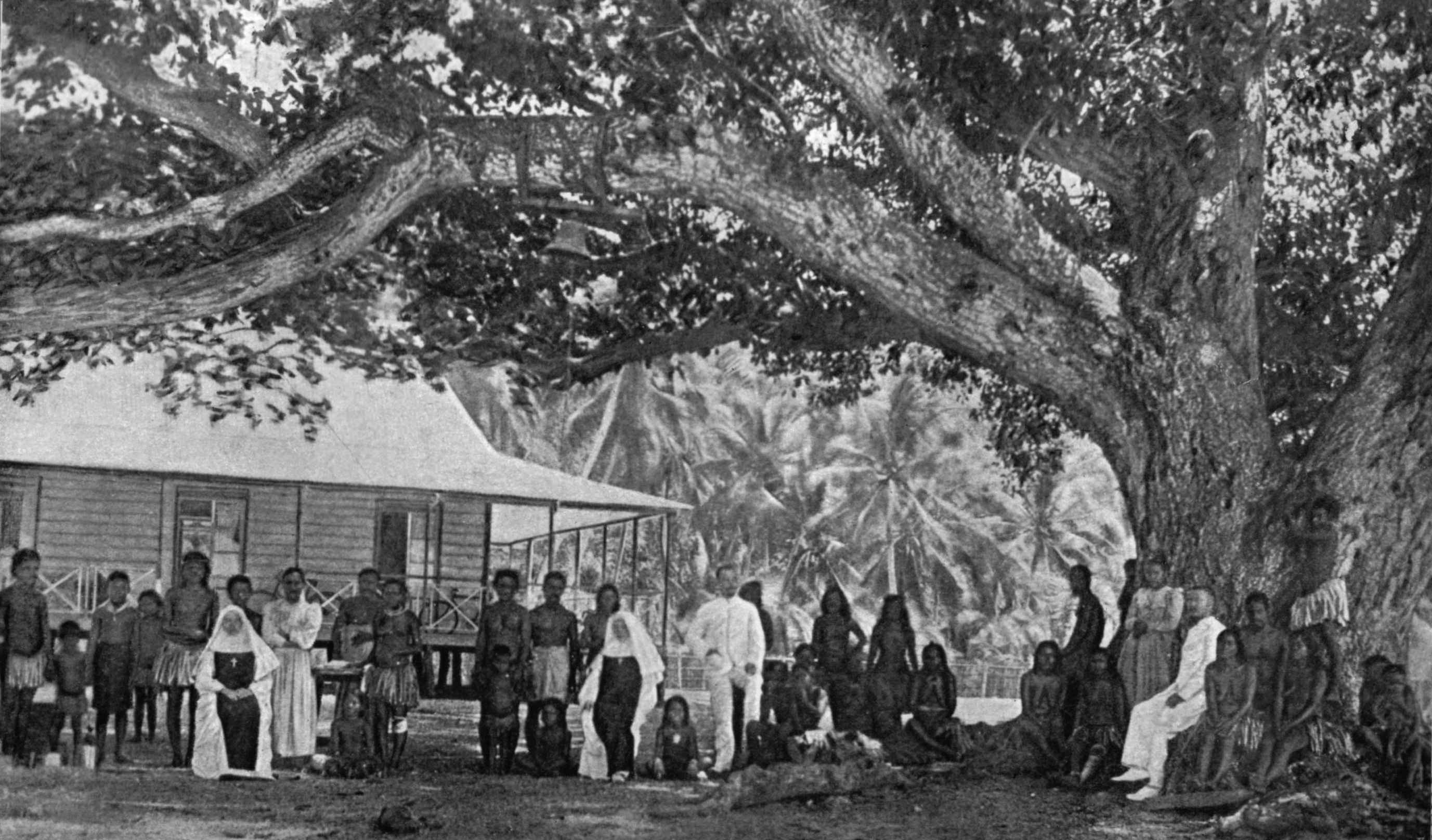
Katolikus misszionáriusok 1914-ben

Németország 1888-ban, 10 év törzsi háború után gyarmatosította a szigetet, és a Marshall-szigeteki Protektorátus részévé nyilvánította. Még ebben az évben keresztény misszionáriusok érkeztek Naurura. Ekkoriban a szigeten tizenkét különálló törzs élt (ezeknek a törzseknek az emlékét őrzi a Nauru zászlaján található csillag tizenkét ága).
1906-ban az új-zélandi Albert Ellis pszichológus foszfátot talált a szigeten, melynek bányászata már 1907-ben megkezdődött. Az ország bevételét 2006-ig szinte csak a foszfát jelentette.

## Az első világháborúban
Az első világháború idején, 1914-ben Ausztrália átvette az ellenőrzést Németországtól Nauru felett. 1920-ban a Népszövetség Nagy-Britannia, Ausztrália és Új-Zéland mandátumterületévé nyilvánította a szigetet. 

## A második világháborúban

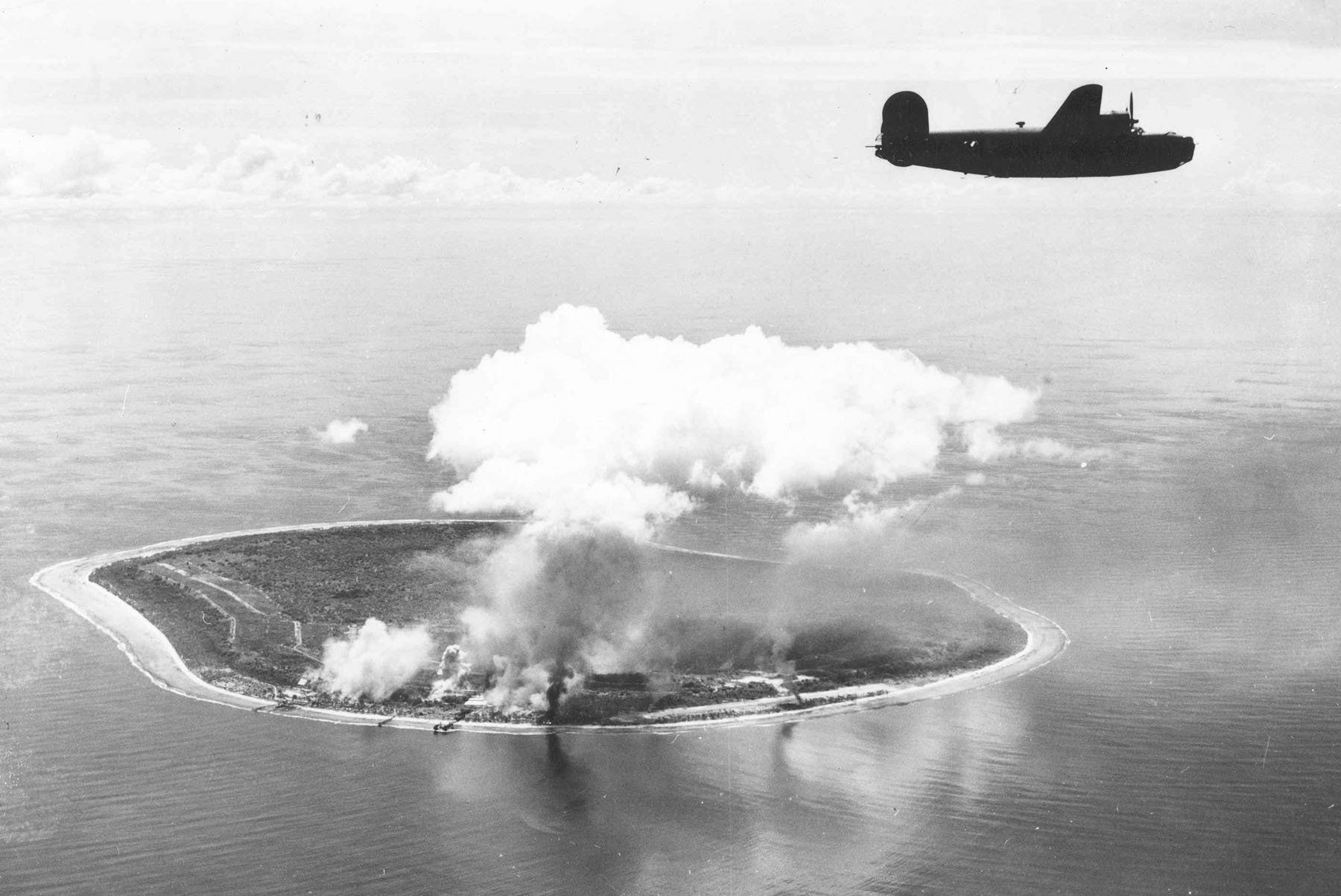
Az amerikai 7. légierő egy B–24 Liberator bombázója Nauru felett a II. világháború idején

1940-ben a német Komet segédcirkáló elsüllyesztett a sziget közelében öt kereskedelmi hajót, valamint lőtte magát Naurut is, ami jelentős károkat okozott a gazdaságban. 1942-ben a japánok szállták meg, akik az őslakossággal rosszul bántak (1943-ban 1200 nauruit hurcoltak el rabszolgamunkásnak, s közülük csak 800-an tértek vissza 1946-ban). A második világháború után az ENSZ Ausztrália mandátumterületévé nyilvánította Naurut.

## A függetlenség elnyerése
Nauru 1968. január 31-én nyerte el teljes függetlenségét, s ezzel a világ legkisebb független köztársasága lett.

## A független Nauru
1970-ben a foszfát bányászati jogát brit bányászati vállalatok vásárolták meg. A foszfát bányászatából és eladásából származó jelentős bevételek a kis szigetországot a csendes-óceáni térség egyik leggazdagabb államává tette. 1999-ben Naurut az ENSZ tagállama lett. 
A 20. század végére a foszfátkészletek jelentősen megcsappantak, s 2006-ra teljesen kimerültek. A kormányzat rossz politikája miatt az 1990-es évek végére Nauru gazdasága gyakorlatilag összeomlott.
Az ország egyetlen bevétele abból áll, hogy befogadja az ausztráliai menekültek egy részét, és elszállásolja őket. Szinte mindegyik 2010-es években zajló elnökválasztás fő kérdése a bevándorló kérdés volt.

## Lásd még
- Naurui törzsi háború

## Fordítás
- Ez a szócikk részben vagy egészben  a   History of Nauru című angol Wikipédia-szócikk fordításán alapul.  Az eredeti cikk szerkesztőit annak laptörténete sorolja fel. Ez a jelzés csupán a megfogalmazás eredetét és a szerzői jogokat jelzi, nem szolgál a cikkben szereplő információk forrásmegjelöléseként.